# Manuel Lillo i Usechi
Manuel Lillo i Usechi (Alacant, 1988) és un periodista i historiador valencià. Fou director del setmanari El Temps, revista de política i cultura dels Països Catalans. Com a historiador ha estudiat diferents expressions del catalanisme a la demarcació d'Alacant.
Crescut a El Campello (l'Alacantí) es va llicenciar en periodisme a la Universitat Miguel Hernández d'Elx l'any 2012. En acabat va fer un màster en història contemporània a la Universitat d'Alacant. L'any 2016 s'hi va doctorar amb una tesi que va obtenir la qualificació de cum laude: Mil números d'El Temps: el compromís per construir un país normal. A partir de llavors va començar a vincular-se a la revista fundada per Eliseu Climent. El març de 2016 també va publicar, a través de la revista, el llibre Economia i Territori a l'EURAM, on analitzava els vessants econòmics i territorials del país. Abans de ser director, va fer tasques de redactor de tancament. Finalment, el juliol de 2017 va rellevar a Borja Vilallonga al capdavant de la revista El Temps que va dirigir fins al 2023.
Més enllà de la seva tasca periodística, com a historiador ha publicat llibres especialitzats en la premsa local alacantina, concretament en el setmanari satíric El Tio Cuc. L'any 2017 va publicar els llibres Les Fogueres d'El Tio Cuc (Foguera la Ceràmica, Alacant, maig 2017) i L'Alacant d'El Tio Cuc (Ajuntament d'Alacant – Universitat d'Alacant, Alacant, juny 2017). L'any 2022 va publicar el llibre Hércules. Futbol i política (Llibres de frontera) en motiu del centenari del club alacantí.